# Physiomorphus atricolor
Physiomorphus atricolor es una especie de coleóptero de la familia Mycteridae.

## Distribución geográfica
Habita en la Guayana Francesa y Brasil.